# Andreja Kocijančič
Andreja Kocijančič (r. Golob), slovenska zdravnica, internistka in endokrinologinja, * 28. julij 1942, Ljubljana, † 22. marec 2021, Ljubljana.

## Študij in delo
Leta 1966 je diplomirala na Medicinski fakulteti v Ljubljani, kjer je opravila tudi specializacijo in 1976 doktorirala. Izpopolnjevala se je v Nemčiji, Veliki Britaniji in ZDA. Zaposlena je bila na Kliničnem centru v Ljubljani (UKC), in sicer kot ustanoviteljica in dolgoletna predstojnica Klinike za endokrinologijo, diabetes in bolezni presnove, in na Medicinski fakulteti, Univerze v Ljubljani. UKC je med osamosvojitveno vojno v Sloveniji vodila kot strokovna direktorica in je bila prva ženska na tem položaju.  Na Medicinski fakulteti v Ljubljani je več let vodila katedro za interno medicino in bila dva mandata prodekanka.  Od leta 1984 je bila izredna, leta 1989 je bila izvoljena v naziv redna profesorica. 
V letu 2005 je postala prva ženska, ki je bila izvoljena na položaj rektorice Univerze v Ljubljani (njen mandat je potekel leta 2009), na tem mestu je zamenjala Jožeta Mencingerja. Leta 2010 je bila po upokojitvi imenovana za zaslužno profesorico Univerze v Ljubljani.
Od 21. 6. 2013 do 15. 2. 2018 je bila predsednica sveta Nacionalne agencije RS za kakovost v visokem šolstvu, najvišjega organa za kakovost visokega šolstva v Sloveniji. 

## Nazivi
- docent - 1978
- izredni profesor - 1984
- redni profesor - 1989
- višji svetnik za zdravstvo - 1995
- zaslužna profesorica Univerze v Ljubljani - 2010

## Družina
Andreja Kocijančič je bila hči klasičnega filologa Danila Goloba in farmacevtke Terezije Golob (roj. Bezenšek). Bila je žena slovenskega politika in športnega funkcionarja Janeza Kocijančiča.
Njen sin je slovenski filozof, prevajalec, publicist in pesnik Gorazd Kocijančič. Hči Nike Kocijančič Pokorn je redna profesorica na Oddelku za prevajalstvo na Filozofski fakulteti v Ljubljani.